# Dengfeng
Dengfeng (en chino, 登封; pinyin, Dēngfēng (escuchar)ⓘ) es un municipio  bajo la administración directa de la Prefectura Zhengzhou en la Provincia de Henan, República Popular China.  Su área es de 1216 km² y su población total para 2010 superó los 720 mil de habitantes. 
Dengfeng se encuentra a los pies del monte Song, una de las montañas más sagradas de China y es una de las razones por las que la ciudad es uno de los más famosos centros espirituales del país y hogar de diversas instituciones religiosas y templos tales como el Templo Taoísta Zhongyue, el Templo de Shaolin budista o la Academia Confuciana Songyang. Esto dio lugar a la expresión poética derivada de la literatura china de ser el "centro del cielo y de la tierra" de lo espiritual.

## Administración
Desde abril de 2025, el  Municipio Dengfeng se divide en 15 pueblos que se administran en 4 subdistritos,  9 poblados y 2 villas.

## Toponimia
El topónimo Dengfeng [/dəng-fəng/] se compone de los sinogramas Deng (subir) y Feng (proclamar). El nombre conmemora la emperatriz Wu Zetian que subió (deng) al monte Song y lo proclamó (feng) la "Gran Montaña Central" (中岳 Zhongyue), de ahí su nombre.
En el año 696 el Condado Songyang (嵩阳县) se renombró como Defeng. Según las Crónicas de los condados de Yuanhe (元和郡县志) dice; La emperatriz Wu Zetian, tras proclamar el título Zhongyue, renombró el condado como Defeng.

## Historia
La primera capital de la dinastía Xia, Yangcheng, fue construida al oeste del municipio de Gaocheng, a la orilla del río Yin y bajo el sagrado monte Song.
El famoso monasterio de Shaolin, origen tradicional del Zen, se halla en Dengfeng.

## Lugares de interés
En 2010 la Unesco inscribió muchos de los más famosos lugares de Dengfeng en su lista de Patrimonios de la Humanidad con el nombre de «Monumentos históricos de Dengfeng en la "Ciudad del cielo y de la tierra"». El sitio nombrado Patrimonio de la Humanidad incluye varias puertas históricas, templos (incluyendo al templo de Shaolin), una academia confuciana y el observatorio de Gaocheng:
| ID       | Nombre | Coordenadas                                            | Protección | Zona tampón | Descripción |
| 1305-001 | Puertas Taishi Que (太室闕), Templo Zhongue                                                                                    | 34°27′31.49″N 113°4′3.79″E / 34.4587472, 113.0677194   | 372.3 ha   | 496.3 ha    | Puertas construidas frente a lo que se convertiría en el Templo Zhongyue en el año 118 d. C., con relieves tallados de animales, árboles y espíritus. El templo Zhongyue es un templo taoísta construido en el siglo V, durante las reformas de Kou Qianzhi. Incluye Juni Hall, un gran salón para sacrificar a los dioses, dos estatuas de piedra construidas en el año 118 d. C. que son las estatuas de piedra más antiguas que se conservan en China. |
| 1305-002 | Puertas Shaoshi Que | 34°29′34.94″N 112°58′37.21″E / 34.4930389, 112.9770028 | 84 ha      | 222.4 ha    | Puertas de la dinastía Han (que datan del año 123 d. C.), con imágenes de caballos al galope, un circo, cuju y un antiguo partido de fútbol. |
| 1305-003 | Puertas de Qimu Que | 34°28′26.92″N 113°2′28.48″E / 34.4741444, 113.0412444  | 40.4 ha    | 108.9 ha    | Un par de puertas construidas en el año 123 d. C., con imágenes que representan escenas de peleas de gallos, inundaciones y visitas del Imperio romano. |
| 1305-004 | Pagoda del Templo Songyue | 34°30′5.83″N 113°0′57.34″E / 34.5016194, 113.0159278   | 33.4 ha    | 47.9 ha     | Construida entre 508 y 511, tenía una arquitectura muy innovadora y se convirtió en modelo para muchas pagodas futuras. |
| 1305-005 | Complejo arquitectónico del templo de Shaolin y su bosque de pagodas (Componentes del núcleo, templo Chuzu, Pagoda del Bosque) | 34°30′26.06″N 112°56′7.85″E / 34.5072389, 112.9355139  | 182.6 ha   | 1939.6 ha   | Complejo de templos y más de 240 pagodas, construido durante 1300 años a partir del siglo V. Un importante lugar sagrado para el budismo. |
| 1305-006 | Templo Huishan | 34°29′36.20″N 112°59′55.92″E / 34.4933889, 112.9988667 | 68.2 ha    | 373 ha      | Templo de madera construido en el siglo XII en el sitio de la residencia del astrónomo Yi Xing. |
| 1305-007 | Academia Songyang de Enseñanzas Clásicas                                                                                       | 34°28′55.00″N 113°1′37.93″E / 34.4819444, 113.0272028  | 27.8 ha    | 115.4 ha    | Academia creada en la dinastía Tang, fue considerada una de las cuatro mejores academias de aprendizaje clásico en China. Contribuyó a la difusión del confucianismo en China. |
| 1305-008 | Observatorio de Gaocheng | 34°23′58.97″N 113°8′28.48″E / 34.3997139, 113.1412444  | 16.3 ha    | 34.6 ha     | Observatorio astronómico construido en el siglo XIII para medir con precisión el mundo y crear calendarios precisos. |

Otros sitios notables en Dengfeng incluyen el Templo Fawang, un templo budista construido en la dinastía Tang.